# Bulevardul Dacia din Chișinău

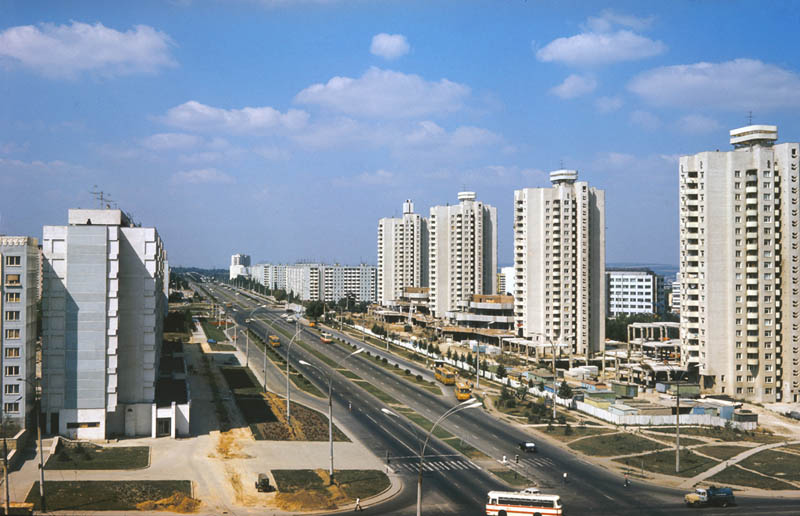
Bulevardul Dacia în 1980

Bulevardul Dacia (până în 1992 Bulevardul Păcii) este artera principală a sectorului Botanica. Începe de la Piața Ovidiu și continuă până după cartierul Galata, în zona aeroportului, unindu-se la capăt cu șoseaua Muncești, de unde continuă ca drum republican R2 Chișinău-Tiraspol.
Accentul arhitectonic este creat de un complex de blocuri de locuit cu multe etaje și de infrastructură socială. Proiectul construcției a fost distins cu Premiul de Stat al Republicii Moldova (1977, arhitect Gheorghe Solomonov). Pe acest bulevard se află Facultatea de Arhitectură și Urbanism și Facultatea de Construcții ale Universității Tehnice din Moldova. Intrarea în oraș dinspre Aeroport este marcată de două blocuri de locuit construite „în scăriță” și așezate simetric față de bulevard, numite „Porțile Orașului”.
Bulevardul poartă numele regatului Dacia.